# سورومورسک
شهر سورومورسک (به روسی: Североморск) در کشور روسیه و در اوبلاست مورمانسک در گوشه شمال‌غربی روسیه واقع شده است.
این شهر مرکز ناوگان دریای شمال نیروی دریایی روسیه است.